# Dinah Lauterman
 (mai 2017).
Si vous disposez d'ouvrages ou d'articles de référence ou si vous connaissez des sites web de qualité traitant du thème abordé ici, merci de compléter l'article en donnant les références utiles à sa vérifiabilité et en les liant à la section « Notes et références ».
Dinah Lauterman (1899-1945) est une musicienne, artiste et sculptrice canadienne, formée au Musée des beaux-arts de Montréal et à l'École des beaux-arts de Montréal.

## Biographie
De 1922 à 1935, Dinah Lauterman présente ses sculptures aux expositions annuelles de l'Association Art et de l'Académie royale des arts du Canada. Elle devient membre de l’AAM en 1929, année où ses envois, deux bustes intitulés The Late Chief American Horse of Caughnawaga et Portrait Bust, 
Son travail est aujourd'hui conservé dans les collections du Musée des beaux-arts de Montréal, du Musée national des beaux-arts du Québec et de l'École des beaux-arts de Montréal.
Après la mort de Lauterman, sa sœur Annie amasse des fonds pour la création de la bibliothèque Lauterman Dinah à l'Université McGill.